# Финальные главы (Атака титанов)
«Финальные главы» (яп. 完結編 Канкэцу-хэн) — название двух заключительных спецэпизодов японского аниме-сериала «Атака титанов» студии MAPPA. Два специальных выпуска содержали в себе пять частей и были показаны на японском телеканале «NHK». Позже они были выпущены в эпизодической версии и состояли из семи эпизодов, завершающих четвёртый сезон. «Финальные главы» также считаются телевизионными полнометражными фильмами, первый из которых был выпущен 4 марта 2023 года, а второй — 5 ноября 2023 года.

### Комментарии
1. ↑  Буквально с японского — «Заключительная глава»